# Pomnik Odkrywców
Pomnik Odkrywców (pt. Padrão dos Descobrimentos) – monumentalny pomnik, znajdujący się w lizbońskiej dzielnicy Belém.
Prowizoryczna konstrukcja została zbudowana w 1940 na portugalską wystawę światową. Obecna konstrukcja została odsłonięta w 1960, dokładnie w pięćsetną rocznicę śmierci księcia Henryka Żeglarza. Sama konstrukcja jest zbudowana z betonu, ma kształt karaweli i liczy sobie 52 metry wysokości.
Pomnik przedstawia ważne postacie z okresu wielkich odkryć geograficznych, zarówno żeglarzy, jak i naukowców i misjonarzy. Są to m.in. Henryk Żeglarz, Vasco da Gama, Ferdynand Magellan, Diogo Cão, Nuno Gonçalves, Luís de Camões, Bartolomeu Dias, Afonso de Albuquerque.
Na samym szczycie pomnika jest mały taras widokowy, z którego widać dzielnicę Belém. Przed pomnikiem położona jest marmurowa mozaika o średnicy 50 m, przedstawiająca mapę i trasy podróży portugalskich odkrywców. Mozaika ta została podarowana w 1960 r. przez RPA.